# Abraham Joshua Heschel

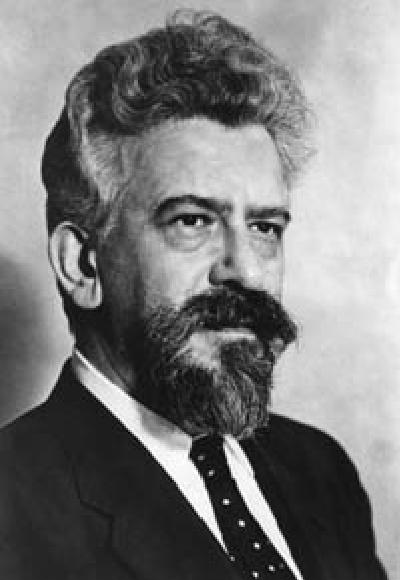
Abraham Joshua Heschel (1964)

Abraham Joshua Heschel (geboren am 11. Januar 1907 in Warschau, Russisches Kaiserreich; gestorben am 23. Dezember 1972 in New York City) war ein Rabbiner, jüdischer Schriftgelehrter und Religionsphilosoph polnischer Herkunft, der ab 1927 in Deutschland und ab 1940 in den USA lebte und wirkte. 
Er lehrte von 1945 bis zu seinem Tod als Professor am konservativen Jewish Theological Seminary in New York City. Neben seinen jüdisch-theologischen Werken ist Heschel für sein Engagement im jüdisch-christlichen Dialog und für seine Unterstützung der afroamerikanischen Bürgerrechtsbewegung bekannt.

## Leben

### Elternhaus und Bildung
Abraham Joshua (Jehoschua) Heschel war das jüngste von sechs Geschwistern einer polnisch-jüdischen Familie, aus der eine Reihe bedeutender chassidischer Rabbiner kam, darunter Abraham Jehoschua Heschel von Apta. In seinem Elternhaus lernte er die jiddische, hebräische, polnische und deutsche Sprache, bekam aber vor allem grundlegende chassidische Ideale wie Liebe, Mitgefühl, Gerechtigkeit und Frömmigkeit vermittelt.
Ab 1922 erschienen erste kleinere Arbeiten Heschels über den Talmud in der hebräischsprachigen Warschauer Monatszeitschrift Sha’arey Torah: Kovetz rabbani hodshi („Tore der Torah: Monatliche rabbinische Zeitschrift“). Damit stieg er auf in den Kreis talmudischer Lehrer. Mit Hilfe seiner Mutter konnte Heschel eine Verheiratung mit seiner Cousine Gittel Perlow umgehen, so dass er ungebunden seinem Interesse an anderen jüdischen Kulturen nachgehen konnte.
1925 ging er nach Wilna, das damals zu Polen gehörte, um dort 1927 am Mathematisch-Naturwissenschaftlichen Gymnasium das Abitur zu machen. Zur selben Zeit veröffentlichte er einen Band jiddischer Gedichte, die 1933 in Warschau veröffentlicht wurden und unter anderem von Chaim Nachman Bialik positiv aufgenommen wurden.

### Studium in Berlin
1927 immatrikulierte er sich in Berlin an der Hochschule für die Wissenschaft des Judentums, wo er unter anderem bei Leo Baeck, Ismar Elbogen und Julius Guttmann studierte. An der Friedrich-Wilhelms-Universität in Berlin schloss er 1932 seine Doktorarbeit ab und hatte am 23. Februar 1933 seine mündliche Prüfung bei Max Dessoir und Alfred Bertholet. Nach der Machtübergabe an die Nationalsozialisten fand er aber im Deutschen Reich keinen Verlag mehr, so dass er erst 1935 mit den Druckfahnen die Promotion erhielt. Seine Doktorarbeit „Das prophetische Bewußtsein“ erschien 1936 in Krakau. Mit dieser Arbeit stellte sich Heschel gegen das in der damaligen Wissenschaft herrschende Bibelverständnis, wie es insbesondere auch von den Deutschen Christen vertreten wurde, die eine Abkehr vom Alten Testament sowie Reduktion und Umdeutung des Neuen Testaments forderten. In seiner Doktorarbeit analysiert Heschel das „prophetische Bewusstsein“ der vorexilischen Schriftpropheten: Wie haben die Propheten Gottes Eingebung und Offenbarung erfahren und erlebt, und wie hat sich das auf sie ausgewirkt, wie sind sie damit umgegangen? Im Denken und Fühlen der Propheten entfaltete sich eine „pathetische Theologie“, der im Handeln eine „Religion der Sympathie“ entspricht. Diese Gedanken führte Heschel insbesondere in seinem Buch The Prophets (1962) aus, einer späteren völligen Umarbeitung seiner Dissertation.

### Die letzten Jahre in Europa
Martin Buber berief ihn 1937 als seinen Nachfolger an das Jüdische Lehrhaus in Frankfurt am Main. 1938 wurde er im Zuge der Ausweisung polnischer Juden von der Gestapo verhaftet und nach Warschau ausgewiesen. Da Polen die Einreise von Juden verweigerte, wurden die Ausgewiesenen in ein Internierungslager gebracht. Nach einigen Monaten kam Heschel durch Einflussnahme seiner Familie frei und wohnte bis Sommer 1939 in Warschau. Dort lehrte er am Institut für Jüdische Studien, bis er im Sommer 1939 kurz vor dem deutschen Überfall auf Polen nach London ging, wo sein Bruder Jakob Rabbiner war. Nach sechs Monaten erhielt er eine Einreiseerlaubnis in die USA. Nach dem deutschen Überfall auf Polen kam seine Schwester Esther bei einer Bombardierung ums Leben. Seine Mutter und zwei weitere seiner Schwestern wurden in Konzentrationslagern umgebracht. Nach dem Zweiten Weltkrieg hielt er sich zwar noch kurz in Europa auf, kehrte aber weder nach Polen noch nach Deutschland zurück. Dazu sagte er: „Wenn ich nach Polen oder Deutschland gehen sollte, würde mich jeder Stein, jeder Baum an Verachtung, Hass, Mord, an umgebrachte Kinder, an lebendig verbrannte Mütter, an erstickte Menschen erinnern.“

### In den USA
Heschel kam im März 1940 nach New York City, wo er seine älteste Schwester Sarah und weitere Mitglieder seiner Familie traf. Bald zog er weiter nach Cincinnati, wo er fünf Jahre Lehrer am Hebrew Union College war. Hier lernte er Sylvia Straus, eine Pianistin aus Cleveland, kennen; sie heirateten 1946 in Los Angeles. Bereits 1945 war Heschel nach New York City gegangen, um eine Professur für jüdische Ethik und Mystik am Jewish Theological Seminary of America anzunehmen, die er zeitlebens behielt. Ihre gemeinsame Tochter Susannah Heschel ist Professorin für Jüdische Studien und insbesondere mit dem jüdisch-christlichen Dialog befasst.

### Soziales, politisches und interreligiöses Engagement

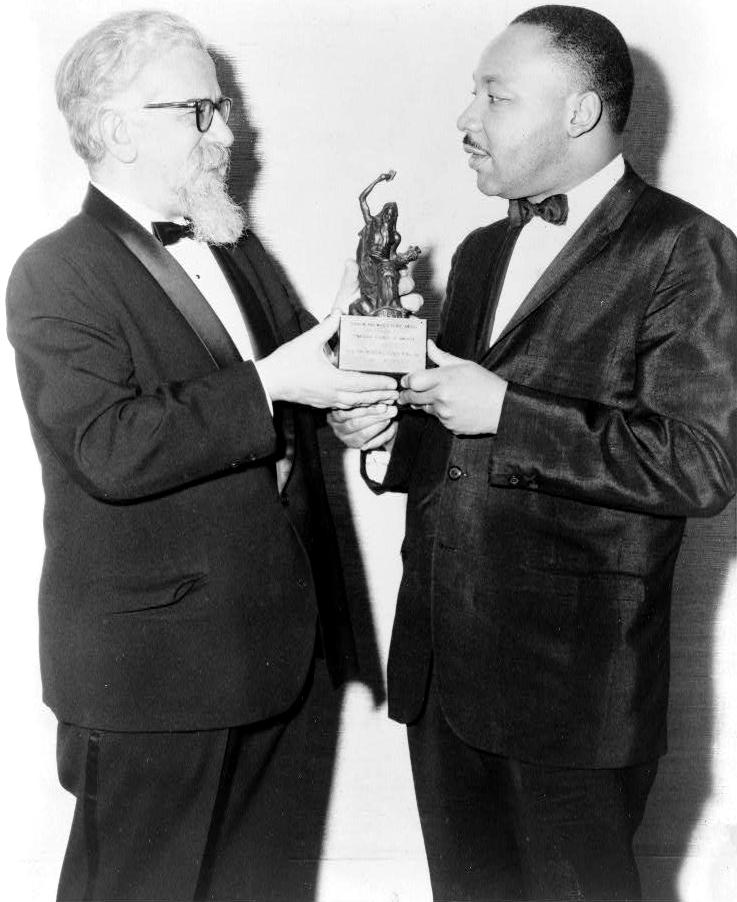
Heschel, links, überreicht Martin Luther King Jr. den Judaism and World Peace Award, 7. Dezember 1965

Abraham Heschel setzte sich insbesondere für die Rechte der Afroamerikaner in den USA ein. Im Januar 1963 begegnete er erstmals Martin Luther King an einer christlich-jüdischen Konferenz in Chicago und befreundete sich mit ihm. 1965 nahmen beide am berühmten Marsch von Selma nach Montgomery teil. Für die Trauerfeier für Martin Luther King am 8. April 1968 wurde Heschel vom Theologen Reinhold Niebuhr gebeten, den Nachruf zu halten, und entsprach diesem Wunsch. Zusammen mit John Bennett und Richard John Neuhaus gründete er 1963 die Organisation „Clergy and Laymen Concerned about Vietnam“ (Geistliche und Laien besorgt über Vietnam). Zusammen mit Kardinal Bea betrieb er die Abfassung der „Judenerklärung“ des Zweiten Vatikanischen Konzils, die in der Erklärung Nostra Aetate enthalten ist. 1970 wurde Heschel in die American Academy of Arts and Sciences gewählt, im März 1971 erhielt er in Rom eine Audienz bei Papst Paul VI., der sich positiv über seine Schriften äußerte.
1972 verstarb Abraham Joshua Heschel. 

## Auszüge aus seinen Gedanken
Auch in seinen ersten Jahren in den USA stellte sich Heschel, der schon in Europa mit seiner Doktorarbeit „Das prophetische Bewußtsein“ den damals gültigen Kategorisierungen moderner Bibelwissenschaft entgegengetreten war, gegen das konventionelle Verständnis religiöser Erfahrungen. In seinen ersten englisch geschriebenen Artikeln bezeichnet er die üblichen Kategorien zur Interpretation von Frömmigkeit, Gebet und Heiligkeit als reduktionistisch und unangemessen. Frömmigkeit werde zum Beispiel von Wissenschaftlern oft als psychologisches Phänomen beschrieben oder als irrational und kontraproduktiv kritisiert. „So wie man Philosophie nicht durch Beten studieren kann, so kann man das Gebet nicht durch Philosophieren studieren.“ In Der Mensch ist nicht allein schreibt er: „Eine Beschreibung des Glaubens in Ausdrücken der Vernunft ist wie ein Versuch, Liebe als einen Syllogismus und Schönheit als eine algebraische Gleichung zu verstehen.“ Frömmigkeit müsse vielmehr als Phänomen eigener Art mit seinen eigenen Ausdrücken beschrieben werden, als eine Einstellung und Denkweise, in welcher der fromme Mensch sich stets Gott nahe fühlt: „Das Bewusstsein Gottes ist so nahe bei ihm wie der eigene Herzschlag, oftmals tief und ruhig, doch manchmal auch überwältigend und berauschend.“ Frömmigkeit verursacht Ehrfurcht, welche die „Würde jedes Menschen“ sieht sowie den „geistigen Wert, der sogar unbelebten Dingen unveräußerlich innewohnt.“ Ausbeutung und Herrschaft sind der echten Frömmigkeit fremd, und materieller Besitz führt nur zu Einsamkeit. Die Verbundenheit eines frommen Menschen mit Gott ist „sein beständiges Streben, über sich hinauszugehen“, sich Zielen, Aufgaben und Idealen zu widmen. Für einen frommen Menschen meint Schicksal, nicht nur etwas zu erreichen, sondern auch beizutragen. „Wer einer Kreatur hilft, hilft Gott. Wer den Armen beisteht, kümmert sich um etwas, das Gott betrifft. Wer das Gute bewundert, verehrt den Geist Gottes.“
Letzten Endes beruhe Religion nicht auf dem menschlichen Bewusstsein Gottes, sondern auf Gottes Interesse am Menschen. Im Gebet sucht der Mensch nicht, Gott sichtbar zu machen, sondern sich selbst Gott sichtbar zu machen. Nicht der Mensch sucht Gott zu verstehen, Gott sucht den Menschen und braucht ihn sogar: „Sein heißt Bedeuten, und die Bedeutung der Menschen ist das große Mysterium, Gottes Partner zu sein. Gott braucht Menschen.“
Das „göttliche Pathos“, d. h. die Tatsache, dass Gott Menschen braucht, ist der Kernpunkt von Heschels Theologie.
Diese Gedanken entwickelt Heschel in dem Buch Gott sucht den Menschen. Eine Philosophie des Judentums ausführlich. Gott ist kein Gegenstand, den der Mensch untersucht wie ein Ding, sondern das lebendige Gegenüber des Menschen. Auf die Suchbewegung Gottes folgt die Antwort des „Der Mensch fragt nach Gott. Untersuchungen zum Gebet und zur Symbolik“. „In den leeren Raum kann man sein Herz nicht ausschütten“, schreibt Heschel in der Einführung (S. IX).
Wichtig ist in Heschels Denken seine spezielle Auffassung von Zeit und Raum. Dazu: Der Sabbat. Seine Bedeutung für den heutigen Menschen. Es geht darum, sich von der Tyrannei der Dinge des Raumes zu befreien und in der Freiheit (der Zeit, des Sabbat) zu leben.

## Gedenken
Im Jahr 2024 wurde das Abraham Joshua Heschel Seminar für konservative Rabbinerausbildung unter dem Dach der Nathan Peter Levinson Stiftung in Potsdam eröffnet.

## Werke

### Hauptwerke
- Man Is Not Alone: A Philosophy of Religion. Farrar, Straus & Young, New York 1951.
- God in Search of Man. A Philosophy of Judaism. Farrar, Straus & Giroux, New York 1955, dt.: Gott sucht den Menschen. Eine Philosophie des Judentums. 1980. 2. Aufl. 1989.
- The Prophets. Harper & Row, New York 1962.
- Torah min Ha-Schamajim b'Espakloriah schel Ha-Dorot. (Tora vom Himmel im Spiegel der Generationen), Hebräisch. Band I: 1962, II: 1965, III: 1990 (postum), engl. Übers.: Heavenly Torah: As Refracted through the Generations, Continuum, New York 2006, Vorschau.
- Man's Quest for God. Scribner, New York 1954, dt.: Der Mensch fragt nach Gott, Untersuchungen zum Gebet und zur Symbolik. 1982, 2. Aufl. 1989.

### Weitere Werke
- Das prophetische Bewußtsein (1932), erschienen 1936 als Die Prophetie, Verlag der polnischen Akademie der Wissenschaften, Krakau.
- Maimonides, Berlin 1935, Neudruck Neukirchen-Vluyn 1992, engl.: New York 1983.
- The Earth Is the Lord's. The Inner World of the Jew in Eastern Europe (zuerst 1945 als Vortrag auf Jiddisch gehalten), Schuman, New York 1950, dt.: Die Erde ist des Herrn, 1985.
- The Insecurity of Freedom. Essays on Human Existence, New York 1959, dt.: Die ungesicherte Freiheit. Essays zur menschlichen Existenz, Neukirchen-Vluyn 1985.
- The Sabbath: Its meaning for Modern Man, Farrar, New York 1951, dt.: Der Sabbat. Seine Bedeutung für den heutigen Menschen, Neukirchen-Vluyn 1990.
- Israel, an echo of eternity, Farrar, New York 1969, dt.: Israel, Echo der Ewigkeit, Neukirchen-Vluyn 1988.

## Sekundärliteratur
- Maurice S. Friedman: „Divine Need and Human Wonder“: The Philosophy of A. J. Heschel. In: Judaism 25/1 (1976), 65–78.
- Harold Kasimow / Byron L. Sherwin (Hrsg.): No Religion Is an Island: Abraham Joshua Heschel and Interreligious Dialogue. New York 1991.
- Edward K. Kaplan: 1936: Abraham Joschua Heschel#s first major scholarly work „Die Prophetie“ is published in Cracow, Poland, and distributed in Erich Reiss Verlag in Berlin. In: Sander L. Gilman, Jack Zipes (Hrsg.): Yale companion to Jewish writing and thought in German culture 1096–1996. New Haven: Yale Univ. Press, 1997, S. 526–531
- E. K. Kaplan, S.H. Dresner: Abraham Joshua Heschel: Prophetic Witness. 2 Bde., Bd. 1: Yale University Press, New Haven 1998.
- Steven T. Katz: Abraham Joshua Heschel and Hasidism. In: Journal of Jewish Studies 31 (1980), S. 82–104.
- J. C. Merkle (Hrsg.): Abraham Joshua Heschel: Exploring His Life and Thought, New York 1985.
- J. J. Petuchowski: Faith as the Leap of Action: The Theology of Abraham Joshua Heschel in: Commentary 25/5 (1958), S. 390–397.
- Fritz A. Rothschild / Ephraim Meir: Art. Abraham Joshua Heschel, in: Encyclopaedia Judaica, 2. Aufl., Bd. 9, S. 70–72.
- S. Tanenzapf: Abraham Heschel and his Critics, in: Judaism 23/3 (1974), 276–286.
- B. Dolna: An die Gegenwart Gottes preisgegeben. Abraham Joshua Heschel. Leben und Werk. Mainz 2001.
- Ralph Greis OSB: Gott sucht den Menschen. Zum Buch von Abraham Joshua Heschel. In: Erbe und Auftrag, 100. Jg. (2024), S. 78–83.